# Kék nünüke
A kék nünüke (Meloe violaceus) a hólyaghúzófélék családjába tartozó, Eurázsiában honos bogárfaj. Lárvája méheken élősködik.

## Megjelenése
A kék nünüke testhossza 10-32 mm, a nőstény nagyobb. Egyszínű, egész teste viszonylag élénk sötétkék. Szárnyfedői hosszában finoman ráncoltak, zsírfényűek. Feje és előtora finoman és szórtan pontozott, a pontok köze nagyon finoman recézett, fénytelen. Az előtor töve gyengén kikanyarított A többi nünükéhez hasonlóan szárnyfedői visszafejlődtek, csak a potroh egy részét takarják; hártyás szárnyai nincsenek, ezért röpképtelen. Potroha, különösen a nőstények esetében, erősen duzzadt. A hímek csápjának első öt íze megvastagodott, ezután előrefelé megtörik.       

### Hasonló fajok
A feketéskék közönséges nünüke hasonlít hozzá.

## Elterjedése
Egész Eurázsiában előfordul a Brit-szigetektől Kamcsatkáig; ezen kívül Észak-Afrikában és a Közel-Keleten is. Magyarországon a hegy- és dombvidékeken mindenütt gyakori, a zárt erdők kivételével.       

## Életmódja
Erdőszéleken, tisztásokon, virágokban gazdag réteken él. Az imágó különféle növények (pl. salátaboglárka vagy pitypang) leveleivel táplálkozik. Március-júniusban aktív. Ha megzavarják támadóját sárgás, olajos, erősen bőrirritáló folyadék kiválasztásával igyekszik elriasztani.
A nőstény talajba vájt lyukba rakja le igen nagyszámú (2-10 ezer petéjét). Kb. 2 mm-es feketés lárvája a magányosan élő méhfajok (Andrena, Halictus, Colletes, Osmia, Lasioglossum-fajok, stb) parazitája. A virágokra mászva várja, hogy a lábain lévő horgok segítségével belekapaszkodhasson egy arra járó méhbe és elvitesse magát a fészkébe. Ott megeszi a méh petéjét vagy lárváját, majd vedlik és ezután a felhalmozott virágporral, nektárral táplálkozik. Lárvaként telel át és tavasszal bebábozódik.     

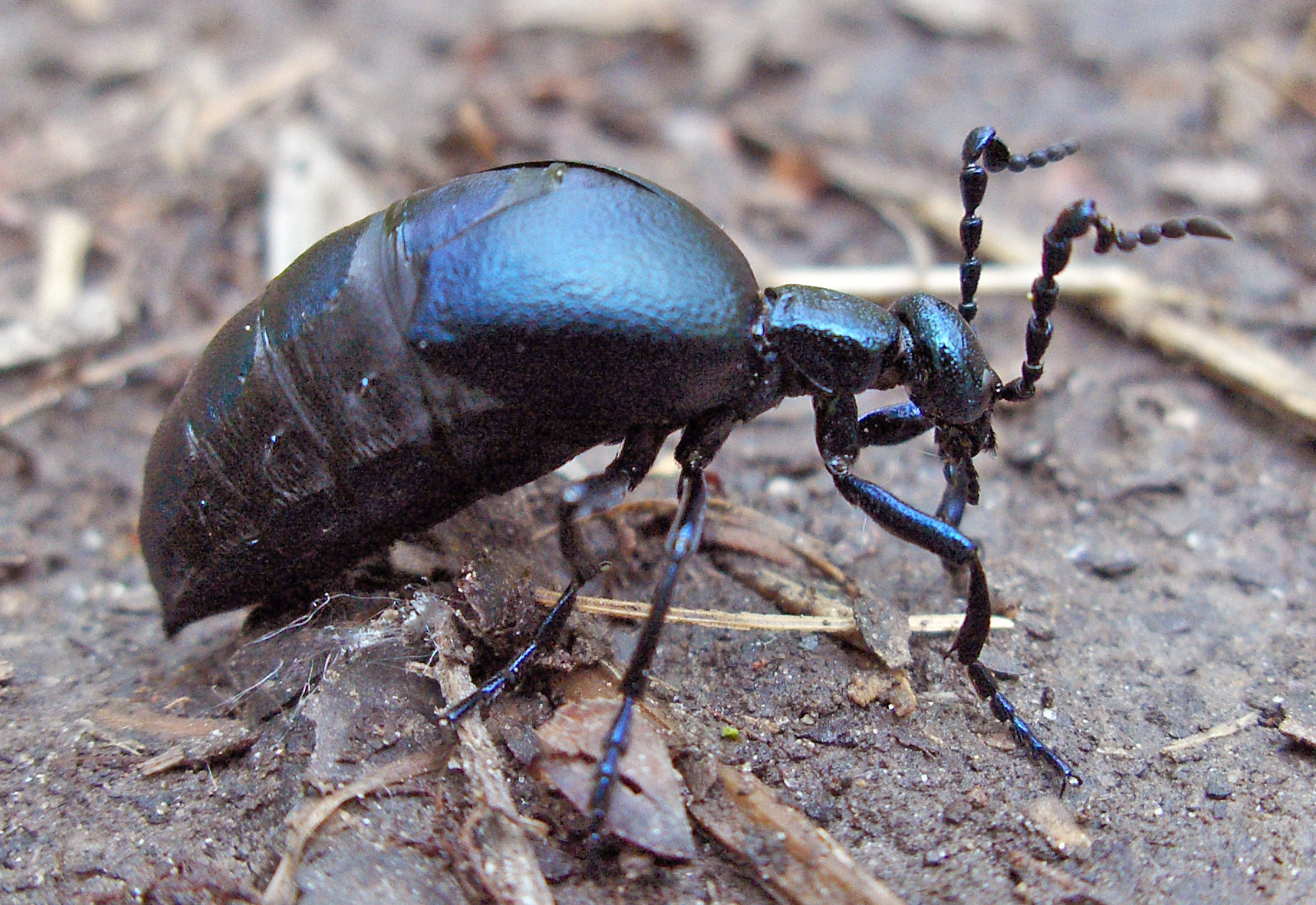
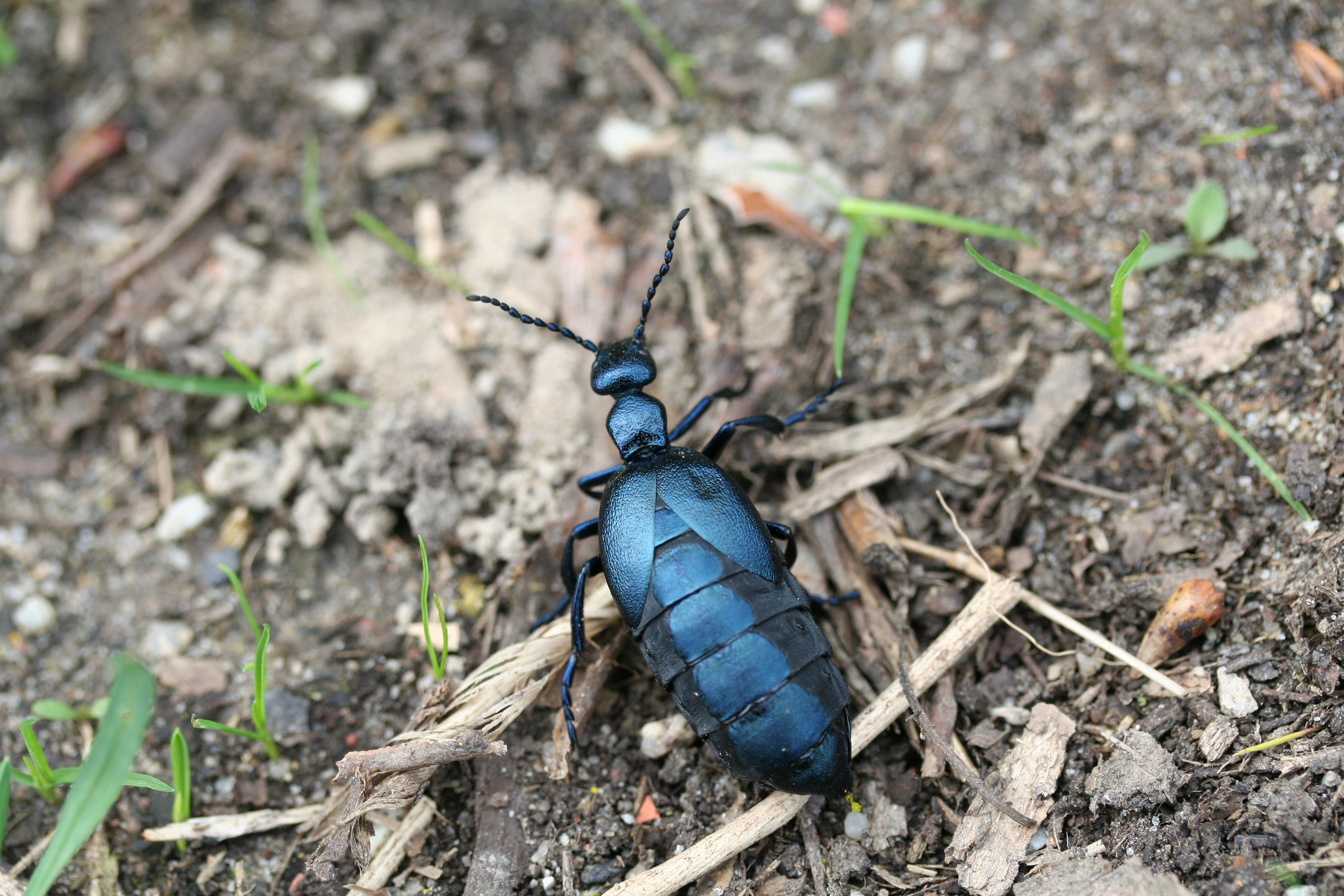
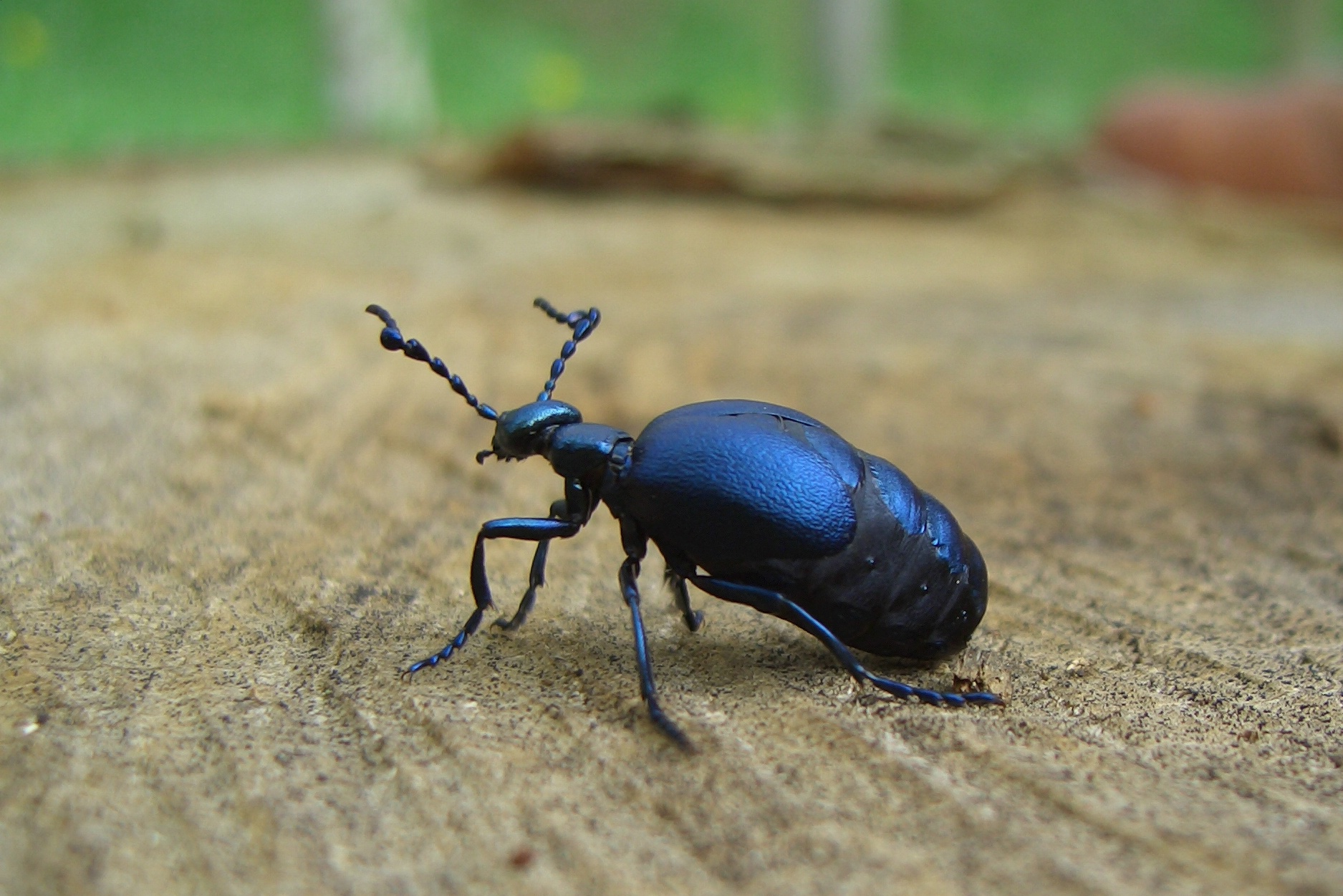
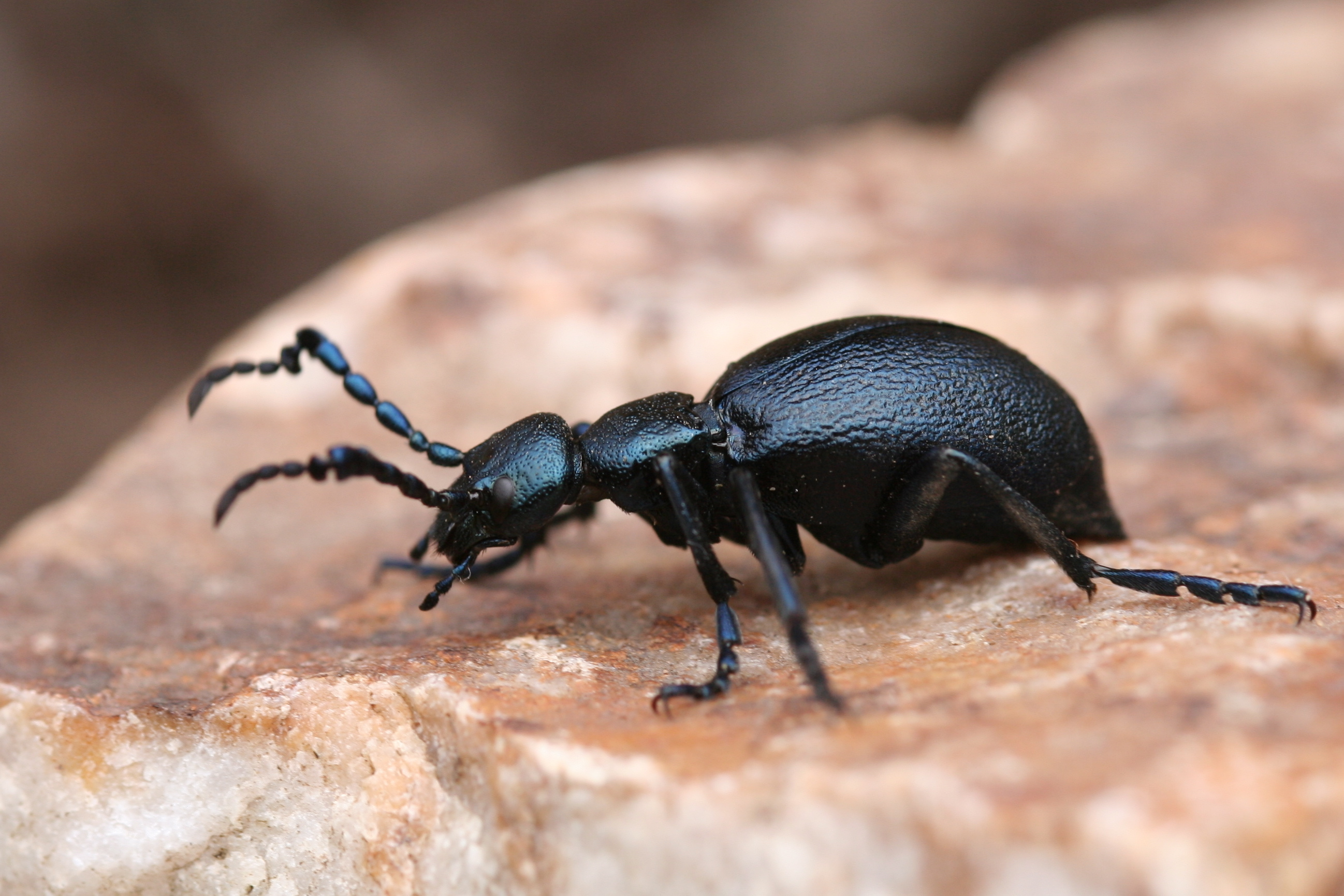
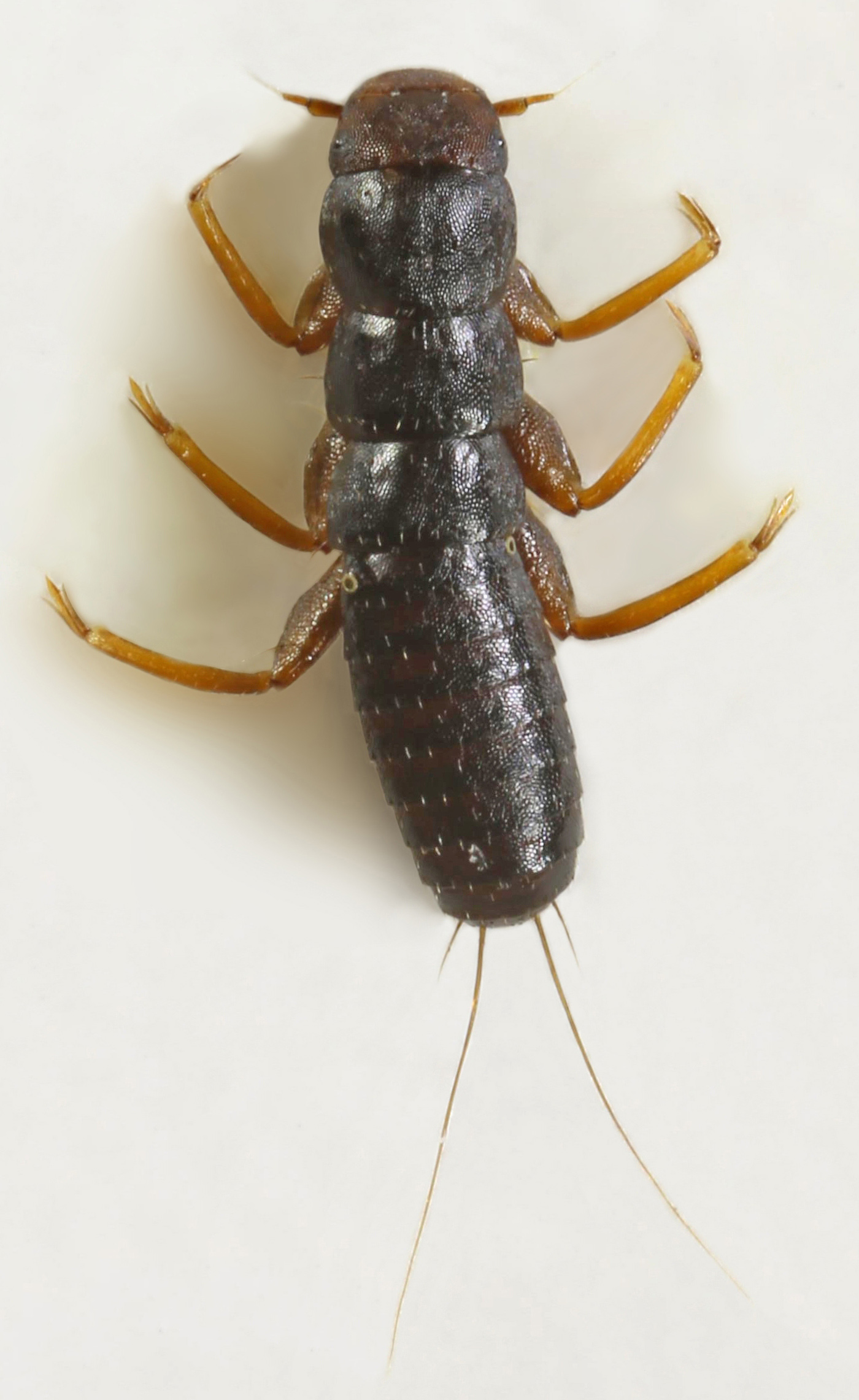

Magyarországon nem védett.